# Franz Leuwer
Franz Hendrik Hubert Leuwer (* 9. August 1875 in der Eifel; † 9. April 1916 in Bremen) war ein deutscher Verlagsbuchhändler und Unternehmer.

## Biografie
Leuwer  heiratete 1911 die Dentistin Johanna Neumark. Beide wohnten in Bremen in der Bismarckstraße 51. Der Ehe entstammen zwei Kinder: Elisabeth Wilhelmine und Franz Josef. 

### Buch- und Kunsthandlung
Leuwer war 1900 nach Bremen gekommen und wurde Prokurist in der Traditionsbuchhandlung Otto von Halem in der Bremer Böttcherstraße. 1903 übernahm er die Buchhandlung und gründete unter seinem Namen in der Bremer Obernstraße 14 die Buch- und Kunsthandlung Franz Leuwer mit Filialen auf Wangerooge, Borkum und Spiekeroog und betrieb zudem zahlreiche Bordbuchhandlungen auf Passagierschiffen des Norddeutschen Lloyds. Seine Buch- und Kunsthandlung, die für moderne Literatur ebenso stand wie für moderne Kunst, galt als Institution im Bremer Kulturbetrieb. Parallel dazu betrieb Leuwer auch noch eine Leihbücherei, die er von Halem übernommen hatte und war Teilhaber der Bremer Lesezirkel GmbH. In der Buchhandlung fanden zahlreiche Lesungen und Vorträge statt.

### Verlag Franz Leuwer
Um 1907/8 gründete er zusätzlich einen Verlag mit dem Schwerpunkt Literatur, Kunst und Reise.

## Nach Leuwers Tod
1916, nach seinem Tod, erbte seine Frau Johanna das Unternehmen, an dem sie als Mitgründerin finanziell zur Hälfte beteiligt war. Sie übertrug die Geschäftsführung dem Prokuristen Carl Emil Spiegel, der Anteile am Geschäft erwarb und sie 1917 zu einer offenen Handelsgesellschaft umwandelte. 1933, zu Beginn des Nationalsozialismus, drängte der Norddeutsche Lloyd auf eine Arisierung des Unternehmens, „da er in der jüdischen Eigentümerin der Bordbuchhandlungen eine Gefahr für das Ansehen der Reederei sah.“ Das Unternehmen wurde 1933 auf Spiegel überschrieben. Anni Leuwer erhielt als stille Teilhaberin eine monatliche Rente.
Die Tochter Elisabeth (Lisa) war 1935 nach London ausgewandert und der Sohn Franz Leuwer, der sich später Frank Lynder nannte, emigrierte 1938 ebenfalls dorthin.
 
Johanna Leuwer wollte ihren Kindern folgen, erkrankte aber und emigrierte nicht. „Sie musste ihr Haus in der Bismarckstraße verlassen und lebte kurzzeitig in der Wohnung ihres Bruders Fritz in der Kurfürstenallee 9 und zuletzt im Judenhaus in der Franz-Liszt-Straße 11a. Am 23. Juli 1942 wurde sie nach Theresienstadt deportiert und verstarb dort am 8. Februar 1943“.
1943 wurde das Haus in der Obernstraße durch Bomben stark beschädigt und die Buchhandlung in die Bahnhofstraße verlegt. 1948 wurde das Geschäft auf den Grundmauern des zerstörten Hillmanns Hotel wiedereröffnet; die Kunsthandlung wurde an verschiedene Stätten nacheinander ausgelagert, zuletzt in die Straße Bischofsnadel. 1962 bezog die Buchhandlung unter Leitung des geschäftsführenden Buchhändlers Werner Siebert die neuen Räume Am Wall 171. 1984 übernahmen Angelika und Klaus Plückebaum († 2015) die Buchhandlung. Seit 2015 führt Angelika Plückebaum die Buchhandlung.